# Lucius Octavius Memor
Lucius Octavius Memor war ein im 1. Jahrhundert n. Chr. lebender römischer Politiker.
Durch zwei Inschriften, die auf 77 datiert sind, ist belegt, dass Memor Statthalter (Legatus Augusti pro praetore) in der Provinz Cilicia war. Seine Statthalterschaft wird von Bernard Rémy in die Amtsjahre von 76/77 bis 77/78 datiert; Werner Eck gibt als Amtsjahre 75/76 bis 77/78 an.
In der einen Inschrift wird er als consul designatus bezeichnet; er dürfte daher nach seiner Rückkehr nach Rom Suffektkonsul geworden sein, möglicherweise noch im Jahr 78.